# Agh Kand-e Barugh
Agh Kand-e Barugh (pers. چالي خماز)– wieś w Iranie, w ostanie Azerbejdżan Zachodni, w szahrestanie Mijandoab. W 2006 roku liczyła 1501 mieszkańców.